# Ludwig Schmitz-Kallenberg
Ludwig Alfons Hubert Schmitz-Kallenberg (Rheydt, 10 giugno 1867 – Münster, 22 aprile 1937) è stato uno storico, archivista e diplomatista tedesco.

## Biografia
Ludwig Schmit-Kallenberg studiò storia all'Università di Friburgo, all'Accademia di Münster e all'Università di Leipzig. Nel 1893 fece un viaggio di studio a Roma grazie ad una borsa di studio, e dal 24 marzo 1899 fu membro a pieno titolo della Commissione Storica per la Vestfalia, alla quale continuò ad appartenere finché non divenne membro onorario nel 1934. Nel 1899 divenne docente a Münster, dove nel 1918 fu nominato docente emerito. Dal 1921 al 1932 servì come direttore dell'Archivio federale a Munster. Fu anche curatore delle riviste Westfalen (1909-1925) e Westfälische Zeitschrift (1923–25), e dal 1915 al 1926 curò la Geschichtliche Darstellungen und Quellen, ossia le Rappresentazioni e fonti storiche.

## Opere
- Geschichte der Herrschaft Rheydt, 1897, ossia Le vicende del dominio di Rheydt
- Inventare der nichtstaatlichen Archive des Kreises Ahaus, 1899, ossia Inventario degli archivi non statali di Ahaus.
- Urkunden des fürstlich Salm-Salm'schen Archives in Anholt, des fürstlich Salm-Horstmar'schen Archives in Coesfeld und der herzoglich Croy'schen Domänenadministration in Dülmen (1902–04), ossia  Documenti archivistici del principato di Salm-Salm in Anholt, di quello di Salm-Horstmar a Coesfeld e di quello contenente l'amministrazione della famiglia ducale Croy a Dülmen.
- Die Lehre von den Papsturkunden, 1906, 19132, manuale di diplomatica pontificia.
- Urkundenlehre (3 volumi, 1907–11, con Wilhelm Erben e Oswald Redlich).
- Monasticon Westfaliae. Verzeichnis der im Gebiet der Provinz Westfalen bis zum Jahre 1815 gegründeten Stifter, Klöster und sonstigen Ordensniederlassungen, 1909, ossia Westfalia Monastica. Lista di donatori, monasteri e altre fondazioni religiose fondate nella provincia della Vestfalia fino al 1815.
- Historiographie und Quellen der deutschen Geschichte bis 1500 (conMax Jansen, 1914), ossia Storiografia e fonti della storia tedesca fino al 1500.
- Inventare der nichtstaatlichen Archive des Kreises Büren, 1915, ossia Inventari degli archivi non statali del distretto di Büren.